# Chasseur de primes (Lucky Luke)
Pour les articles homonymes, voir Chasseur de primes (homonymie).
Chasseur de primes est la cinquante-huitième histoire de la série Lucky Luke par Morris (dessin) et René Goscinny (scénario). Elle est publiée pour la première fois en 1972, du no 658 au no 679 du journal Pilote, puis, en album, la même année, aux éditions Dargaud.

## Résumé
Pour éviter une injustice, Lucky Luke décide de retrouver un cheval appartenant à Bronco Fortworth. Mais ce dernier, persuadé que le voleur n'est autre que le Cheyenne Tea Spoon, lance un avis de recherche offrant une récompense de 100 000 dollars à qui ramènera l'Indien. 
Très intéressé par cette somme, le chasseur de primes Elliot Belt propose à plusieurs reprises à Lucky Luke de s'associer pour retrouver ensemble le fugitif.
Mais le cow-boy solitaire décline son offre et cherche à retrouver Tea Spoon le premier, craignant que cette histoire n'entraîne une guerre sanglante. Cependant, Elliot Belt, obsédé par la récompense, réunit plusieurs autres chasseurs de primes afin d'attaquer le village cheyenne et retrouver Tea Spoon. 
L'incident a failli provoquer une guerre avec les Cheyennes. Néanmoins, Tea Spoon accepte de se constituer prisonnier, tout en proclamant son innocence, si bien que le pire est évité.
C'est alors que, de retour vers la petite ville de Cheyenne Pass, Luke et Tea Spoon découvrent sur le chemin le cheval de Bronco Fortworth, vivant en liberté. Ils le ramènent en ville alors que le procès de Tea Spoon vient de commencer. À la surprise de tout le monde, Thelma, l'épouse de Fortworth, vient témoigner à la barre et avouer que c'est elle qui a libéré le cheval, jalouse de l'affection que Fortworth portait à l'animal. Le couple Fortworth, qui s'était séparé, se réconcilie. Tea Spoon est innocenté. Fortworth offre la récompense aux Cheyennes.
À la sortie du tribunal, Belt, pour se venger, tente de tuer Lucky Luke, mais il échoue. Luke apprend alors que Belt est lui-même recherché contre récompense pour « avoir tenté de provoquer une guerre indienne ». La tête de Belt étant mise à prix, Luke le libère, afin qu'à son tour, il sache ce que c'est que d'être traqué par des chasseurs de primes.

## Personnages
- Lucky Luke
- Jolly Jumper

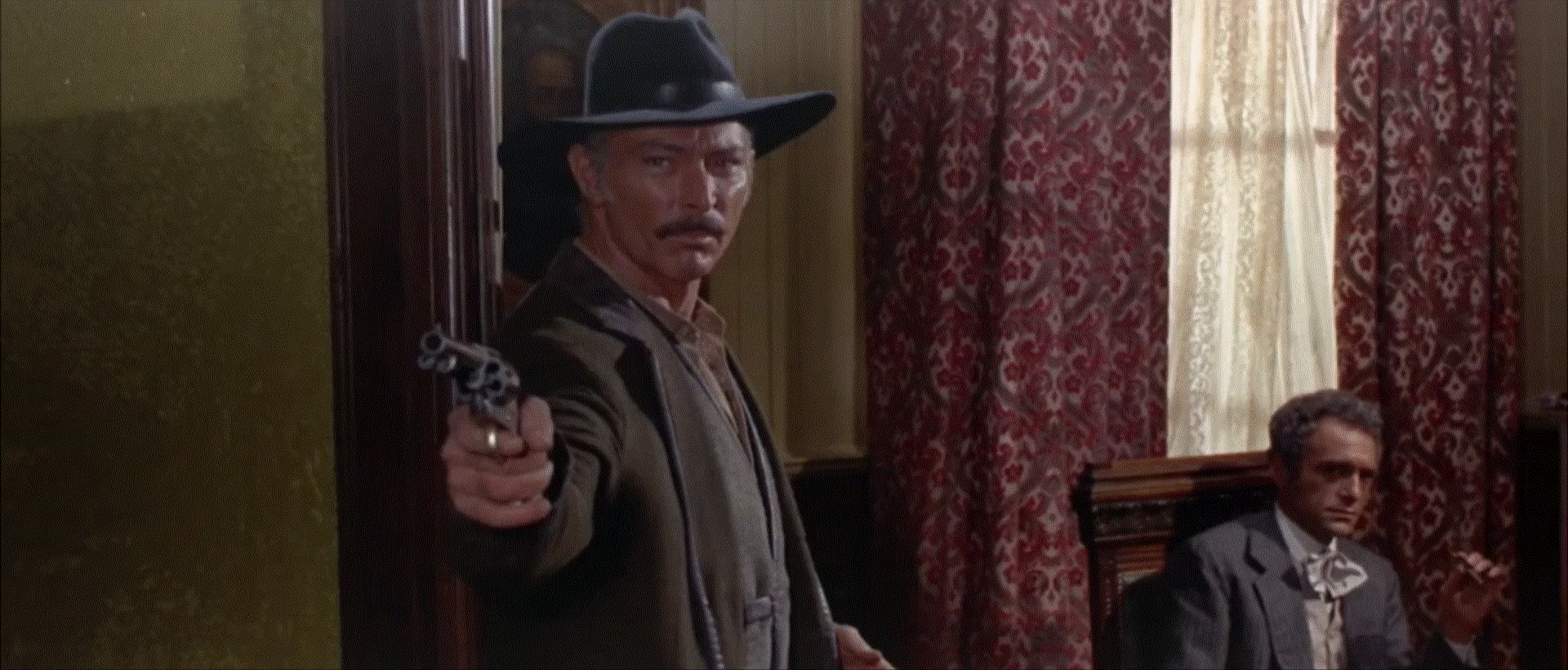
- L'acteur américain Lee Van Cleef en 1967.

- Elliott Belt : chasseur de primes professionnel, qui montre une grande rapacité depuis sa petite enfance. Appâté par le gain, il tente par tous les moyens de retrouver Tea Spoon et de le livrer à Bronco Fortworth. En tant que chasseur de primes, il est méprisé par la plupart des gens. Elliot Belt est directement inspiré du personnage de Douglas Mortimer, dans le film de Sergio Leone Et pour quelques dollars de plus  (1965), incarné par Lee Van Cleef[1].
- Tea Spoon : indien Cheyenne employé par Fortworth. Il est accusé d'avoir volé l'étalon noir de son patron et voit sa tête mise à prix pour 100 000 $ — une somme qui attire de nombreux chasseurs de primes.
- Bronco Fortworth : richissime éleveur de chevaux (dont il adopte parfois le comportement), il est impulsif et prêt à tout pour retrouver son étalon, quitte à risquer une guerre indienne.
- Thelma Fortworth : épouse de Bronco, elle jalouse l'affection de son mari pour les chevaux.
- Le shérif de Cheyenne Pass : il tente d'éviter la guerre avec les Cheyennes en retrouvant Tea Spoon pour le livrer à la justice et lui éviter la colère de Fortworth.
- Little Fish Knife : chef des Cheyennes. Malgré la paix signée avec les « Visages pâles », il est prêt à repartir en guerre et refuse de livrer son guerrier Tea Spoon à Luke, et encore moins à Belt.
- Small Face : apprenti sorcier des Cheyennes, qui comme le sorcier qui l'initie, porte un masque représentant le monstre de Frankenstein.
- Hard Top : jeune guerrier Cheyenne.
- Wanted : le cheval de Belt. Comme son maître, il obéit si on lui promet une récompense.
- Lord Washmouth III : étalon noir anglais de Fortworth.
- Sam : domestique des Fortworth.
- Bart le Sanguinaire : bandit capturé par Lucky Luke.
- Flanagan : vieux chercheur d'or et ami de Lucky Luke.

## Publication

### Revues
L'histoire paraît dans le journal Pilote, du no 658 (15 juin 1972) au no 679 (8 novembre 1972).

### Album
Éditions Dargaud, no 8, 1972.

## Adaptation
Cet album est adapté dans la série animée Lucky Luke, diffusée pour la première fois en 1991.
Il apparaît également dans deux épisodes Lucky Luke contre Lucky Luke et Pour une poignée de Dalton des Nouvelles Aventures de Lucky Luke de 2001.

## Sources
- www.bedetheque.com, « Lucky Luke » (consulté le 11 août 2008)
- www.lucky-luke.com, « Lucky Luke » (consulté le 11 août 2008)
- www.fandeluckyluke.com, « Chasseur de primes » (consulté le 11 août 2008)